# Boris Gniedenko

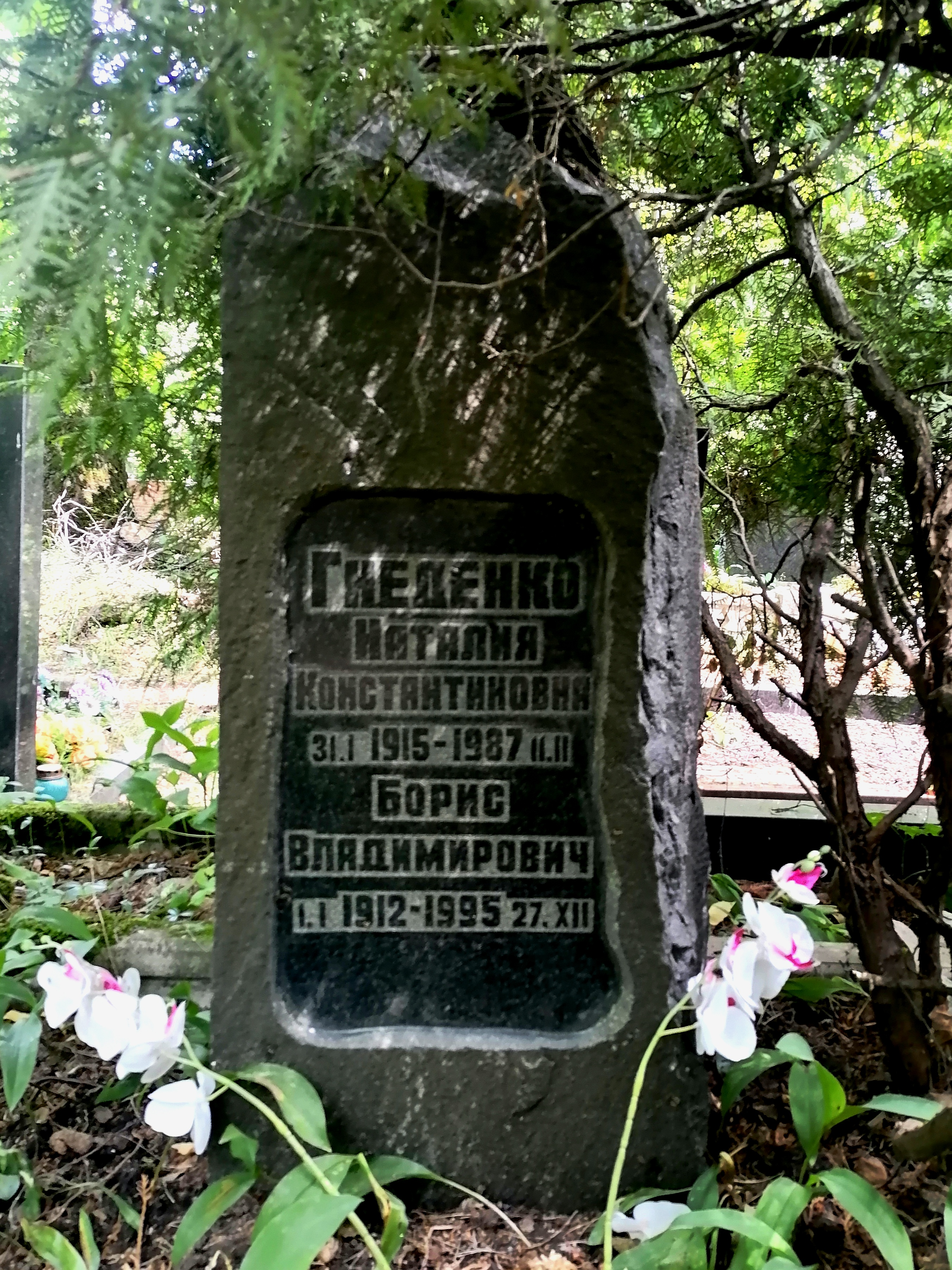
Grobowiec na Cmentarzu Kuncewskim

Boris Władimirowicz Gniedenko (ros. Борис Владимирович Гнеденко; ur. 1 stycznia 1912 w Symbirsku (ob. Uljanowsk), zm. 27 grudnia 1995 w Moskwie) – radziecki matematyk ukraińskiego pochodzenia, profesor Uniwersytetu Lwowskiego. Wniósł wkład w rozwój rachunku prawdopodobieństwa. Był członkiem Narodowej Akademii Nauk Ukrainy. Współtworzył twierdzenie Fishera-Tippetta-Gniedenki.
Gniedenko był uczniem i współpracownikiem Andrieja Kołmogorowa.